# Tongjiang (socken i Kina)
Tongjiang (kinesiska: 通江, 通江乡) är en socken i Kina. Den ligger i provinsen Heilongjiang, i den nordöstra delen av landet, omkring 660 kilometer nordost om provinshuvudstaden Harbin. Antalet invånare är 5 296. Befolkningen består av 2 020 kvinnor och 3 276 män. Barn under 15 år utgör 12,0 %, vuxna 15-64 år 83 %, och äldre över 65 år 3,0 %.
Genomsnittlig årsnederbörd är 897 millimeter. Den regnigaste månaden är juli, med i genomsnitt 193 mm nederbörd, och den torraste är januari, med 14 mm nederbörd.